# Noha Hany
Noha Hany Muhammad Hussain (arabiska: نهى هاني محمد حسين), född 25 februari 2001, är en egyptisk fäktare som tävlar i florett.

## Karriär
Vid olympiska sommarspelen 2020 i Tokyo, som arrangerades 2021, blev Hany utslagen i sextondelsfinalen i florett av kinesiska Chen Qingyuan samt var en del av Egyptens lag tillsammans med Yara El-Sharkawy, Mariam El-Zoheiry och Noura Mohamed som slutade på åttonde plats i lagtävlingen i florett.
Vid olympiska sommarspelen 2024 i Paris var Hany en del av Egyptens lag tillsammans med Sara Amr Hossny, Yara El-Sharkawy och Malak Hamza som slutade på åttonde plats i lagtävlingen i florett.